# Codi Internacional de Classificació i Nomenclatura de Virus
El Codi Internacional de Classificació i Nomenclatura de Virus (en anglès: International Code of Virus Classification and Nomenclature és la nomenclatura (formació i ús del nom científic dels virus.
L'ús està explicitat en el BioCode.
El Comitè Internacionals de Taxonomia de Virus (International Committee on Taxonomy of Viruses, ICTV) és un comitè de la Divisió de Virologia de la Unió Internacional de Societats Microbiològiques (Virology Division of the International Union of Microbiological Societies). Les activitats de la ICTV estan regides per estatuts d'acord amb la Divisió de Viriologia.

## Principis de la nomenclatura
Els principis essencials de la nomenclatura de virus són: 
- (i) la voluntat d'estabilitat;
- Evitar o refusar usar els noms que poden causar error o confusió;
- (iii) evitar la innecessària creació de noms.

- La nomenclatura de virus és independent d'altres nomenclatures biològiques. La nomenclatura dels tàxons de virus està reconeguda com una excepció del que es proposa en International Code of Bionomenclature (BioCode).

- Als virus creats artificialment i als híbrids de laboratori no se'ls donarà consideració taxonòmica. La seva classificació serà responsabilitat de grups d'experts especialitzats internacionalment reconeguts.